# Романшська Вікіпедія
Романшська Вікіпедія (ромш. Vichipedia rumantscha) — розділ Вікіпедії ретороманською мовою. Створена у 2003 році. Романшська Вікіпедія станом на 27 березня 2025 року містить 3784 статті, 21 745 зареєстрованих користувачів, 28 активних дописувачів, 3 адміністраторів
. Загальна кількість сторінок в ретороманській Вікіпедії — 9726, редагувань — 167 038, завантажених файлів — 48
. Глибина (рівень розвитку мовного розділу) ретороманської Вікіпедії середня і становить 42.3 пунктів
. 

## Історія
- Березень 2006 — створена 100-та стаття[3].
- Жовтень 2007 — створена 1 000-на стаття[3].
- Січень 2008 — створена 2 000-на стаття[4].